# Liste der Städte in Thailand
Die Liste der Städte in Thailand beinhaltet größere Städte des südostasiatischen Staates Thailand.
Die mit Abstand größte Stadt ist Bangkok mit einer Einwohnerzahl von 10.539.000 (Stand 2020), rund 15,3 Prozent der Menschen des Landes. Die Bangkok Metropolitan Region (BMR), die Bangkok und die fünf benachbarten Provinzen umfasst, hat eine Einwohnerzahl von 14.626.225 (Stand 2020). Damit leben 22,2 Prozent der thailändischen Gesamtbevölkerung im Großraum Bangkok.
Bangkok und Chiang Mai sind die einzigen Städte deren Stadtgrenzen mehrere Bezirke (namentlich Amphoe in den Provinzen und Khet in Bangkok) umfassen, und die einzigen Städte Thailands mit einer Einwohnerzahl von mehr als eine Million.
Alle Städte in Thailand gehören einer übergeordneten Verwaltungseinheit (Provinz) an. Bangkok besitzt einen Sonderstatus und gehört keiner Provinz an. Die Einwohnerzahlen der Großstadt-Kommunen beziehen sich auf die registrierten Einwohner der jeweiligen Kommune in ihren Verwaltungsgrenzen, ohne politisch selbständige Vororte. Die tatsächliche Bevölkerungszahl kann davon erheblich abweichen, wenn man Arbeitsmigranten, die sich nicht ummelden, oder die mit der eigentlichen Stadt zusammengewachsenen Vororte mitzählt.
Um die tatsächliche Größe jeder Großstadt zu repräsentieren, verfassen das Amt für öffentliche Arbeit, und Stadt- und Landesplanung und die Provinziellen Verwaltungsorganisationen regelmäßig aktualisierte Stadtpläne. Diese Stadtpläne enthalten das Ballungsgebiet (Thai: เขตเมือง) jeder Stadt. Zu den Ballungsgebieten gehören die Großstadt-Kommune (thesaban nakhon) selbst und die benachbarten Unterbezirke (tambon). In fast allen Städten umfasst das Gebiet die Gesamtheit des Hauptbezirks der Provinz (in den meisten Fällen Amphoe Mueang).

## Liste der größten Großstadt-Kommunen (thesaban nakhon)
Die folgende Tabelle enthält die Großstadt-Kommunen (thesaban nakhon) mit mehr als 40.000 Einwohnern, definiert gemäß dem Thesaban-System, deren Namen in Transkription nach den Regeln des Königlichen Instituts Thailands und in Thailändisch, sowie die Einwohnerzahl gemäß der Bevölkerungsstatistik des Amts für Provinzverwaltung (DOPA). Aufgeführt ist auch die übergeordnete Verwaltungseinheit (Provinz), zu der die Stadt-Kommune gehört. Da Bangkok einen Sonderstatus besitzt, sind in der generellen Volkszählung nur gemeldete thailändische Staatsbürger enthalten. Somit weicht die Bevölkerungszahl von der Volkszählung durch die Bangkok Metropolitan Administration (BMA) ab.
Jegliches Wachstum, welches über die kommunalen Stadtgrenzen bezüglich Einwohnerzahl und Fläche hinausgeht, ist nicht in der Liste inkludiert. Somit ist die Größe der Stadt-Kommune nicht repräsentativ für das heutige Stadtbild jeder individuellen Stadt.
(B = Berechnung)
| Rang | Transkription            | Thailändisch  | B 2020    | Verwaltungseinheit       |
| ---- | ------------------------ | ------------- | --------- | ------------------------ |
| 1.   | Bangkok                  | กรุงเทพมหานคร  | 5.588.222 | Bangkok                  |
| 2.   | Nonthaburi               | นนทบุรี         | 251.026   | Nonthaburi               |
| 3.   | Pak Kret                 | ปากเกร็ด       | 189.458   | Nonthaburi               |
| 4.   | Hat Yai                  | หาดใหญ่        | 149.459   | Songkhla                 |
| 5.   | Chao Phraya Surasak      | เจ้าพระยาสุรศักดิ์ | 146.474   | Chon Buri                |
| 6.   | Surat Thani              | สุราษฎร์ธานี     | 131.599   | Surat Thani              |
| 7.   | Nakhon Ratchasima        | นครราชสีมา     | 122.730   | Nakhon Ratchasima        |
| 8.   | Chiang Mai               | เชียงใหม่       | 122.672   | Chiang Mai               |
| 9.   | Udon Thani               | อุดรธานี        | 120.222   | Udon Thani               |
| 10.  | Pattaya                  | พัทยา          | 117.606   | Chon Buri                |
| 11.  | Khon Kaen                | ขอนแก่น        | 110.615   | Khon Kaen                |
| 12.  | Nakhon Si Thammarat      | นครศรีธรรมราช  | 100.416   | Nakhon Si Tammarat       |
| 13.  | Laem Chabang             | แหลมฉบัง       | 89.457    | Chon Buri                |
| 14.  | Rangsit                  | รังสิต          | 84.268    | Pathum Thani             |
| 15.  | Nakhon Sawan             | นครสวรรค์      | 81.239    | Nakhon Sawan             |
| 16.  | Phuket                   | ภูเก็ต          | 79.308    | Phuket                   |
| 17.  | Chiang Rai               | เชียงราย       | 77.778    | Chiang Rai               |
| 18.  | Ubon Ratchathani         | อุบลราชธานี     | 72.855    | Ubon Ratchathani         |
| 19.  | Nakhon Pathom            | นครปฐม        | 72.753    | Nakhon Pathom            |
| 20.  | Ko Samui                 | เกาะสมุย       | 68.994    | Surat Thani              |
| 21.  | Samut Sakhon             | สมุทรสาคร      | 65.409    | Samut Sakhon             |
| 22.  | Phitsanulok              | พิษณุโลก        | 64.068    | Phitsanulok              |
| 23.  | Rayong                   | ระยอง         | 62.384    | Rayong                   |
| 24.  | Songkhla                 | สงขลา         | 60.021    | Songkhla                 |
| 25.  | Yala                     | ยะลา          | 59.983    | Yala                     |
| 26.  | Trang                    | ตรัง           | 56.893    | Trang                    |
| 27.  | Om Noi                   | อ้อมน้อย        | 53.822    | Samut Sakhon             |
| 28.  | Sakhon Nakhon            | สกลนคร        | 51.331    | Sakhon Nakhon            |
| 29.  | Lampang                  | ลำปาง         | 50.697    | Lampang                  |
| 30.  | Samut Prakan             | สมุทรปราการ    | 49.604    | Samut Prakan             |
| 31.  | Phra Nakhon Si Ayutthaya | พระนครศรีอยุธยา | 49.208    | Phra Nakhon Si Ayutthaya |
| 32.  | Mae Sot                  | แม่สอด         | 41.581    | Tak                      |

## Liste der größten Städte (urbane Bevölkerung)
Die folgende Tabelle enthält die zehn größten Städte Thailands nach urbaner Bevölkerung, deren Namen in Transkription und in Thailändisch, die Einwohnerzahl gemäß der Bevölkerungsstatistik des Amts für Provinzverwaltung (DOPA) und die übergeordnete Verwaltungseinheit (Provinz), zu der die Stadt gehört.
Chiang Mai ist die einzige Stadt außerhalb Bangkoks, dessen Stadtgrenze (Thai: เขตเมือง) Bezirke umfasst, die an den Hauptbezirk (Amphoe Mueang) angrenzen.
Die aufgeführten Zahlen zur Stadtfläche und Bevölkerungszahl repräsentieren das heutige Stadtbild und nicht nur den Kern der Stadt.
(B = Berechnung)
| Rang | Transkription     | Thailändisch | Verwaltungseinheit | Stadtfläche (km²) | B 2022     |
| ---- | ----------------- | ------------ | ------------------ | ----------------- | ---------- |
| 1.   | Bangkok           | กรุงเทพมหานคร | Bangkok            | 1568,74           | 10.539.000 |
| 2.   | Chiang Mai        | เชียงใหม่      | Chiang Mai         | 405               | 1.198.000  |
| 3.   | Nakhon Ratchasima | นครราชสีมา    | Nakhon Ratchasima  | 755,6             | 466.098    |
| 4.   | Khon Kaen         | ขอนแก่น       | Khon Kaen          | 953,4             | 412.758    |
| 5.   | Hat Yai           | หาดใหญ่       | Songkhla           | 852,796           | 404.044    |
| 6.   | Udon Thani        | อุดรธานี       | Udon Thani         | 1094,7            | 400.581    |
| 7.   | Chon Buri         | ชลบุรี         | Chon Buri          | 228,8             | 342.959    |
| 8.   | Pattaya           | พัทยา         | Chon Buri          | 727               | 328.961    |
| 9.   | Si Racha          | ศรีราชา       | Chon Buri          | 616,4             | 327.172    |
| 10.  | Phitsanulok       | พิษณุโลก       | Phitsanulok        | 777               | 281.929    |